# Morgan (orka)
Morgan is een vrouwelijke orka die 23 juni 2010 uit de Waddenzee bij Lauwersoog werd gered en daarna bijna anderhalf jaar in het Dolfinarium te Harderwijk in Nederland verbleef. Ze was 3,5 meter lang en haar leeftijd werd op moment van redding op ongeveer anderhalf jaar geschat. Het dier was sterk vermagerd en verzwakt. Vermoedelijk was ze verdwaald in de wateren bij Schotland.

## Herstel
Conditie en gewicht van de orka kwamen in Harderwijk weer op normaal peil. Wel bleek ze met een stoornis van het gehoor behept.
Een groep wetenschappers dacht na over de toekomstmogelijkheden van het dier. De vraag was niet alleen of haar gezondheid het zou toelaten om weer in de vrije natuur uitgezet te worden, maar ook of zij weer in contact gebracht zou kunnen worden met haar familie, met name de moeder. De conclusie van dit onderzoek was dat het onverantwoord zou zijn Morgan in de vrije natuur terug te zetten.
Het Dolfinarium stelde plaatsing in het Spaanse attractiepark Loro Parque op Tenerife voor. Dit Loro Parque had vijf orka's te leen van SeaWorld, een bedrijf waarvoor het Dolfinarium eerder al orka's in het wild gevangen had, toen het bedrijf dat zelf niet meer mocht vanwege wetgeving in de Verenigde Staten (na een aantal maanden verblijf in Harderwijk golden de orka's als "levend in gevangenschap", en mochten zo in de VS geïmporteerd worden).